# San Buono
San Buono község (comune) Olaszország Abruzzo régiójában, Chieti megyében.

## Fekvése
A megye keleti részén fekszik. Határai: Carpineto Sinello, Fresagrandinaria, Furci, Gissi, Liscia és Palmoli.

## Története
Első írásos említése a századból származik. A következő századokban nemesi birtok volt. Önállóságát a 19. század elején nyerte el, amikor a Nápolyi Királyságban felszámolták a feudalizmust.

## Népessége
A népesség számának alakulása:

## Főbb látnivalói
- San Lorenzo Martire-templom